# Hans Wilhelm Münch
Pour les articles homonymes, voir Münch.
Hans Wilhelm Münch, né le 14 mai 1911 à Fribourg-en-Brisgau (grand-duché de Bade, Empire allemand) et mort le 11 décembre 2001 à Roßhaupten (Bavière, Allemagne), est un membre du parti nazi qui travailla comme médecin SS au cours de la Seconde Guerre mondiale dans le camp de concentration d'Auschwitz, de 1943 à 1945, en Pologne occupée.
Il a été surnommé « Le Bon Homme d'Auschwitz » pour son refus d'assister aux sélections de déportés. Il a été la seule personne acquittée de crimes de guerre en 1947 au procès d'Auschwitz à Cracovie.
Après la guerre, il est retourné en Allemagne et a travaillé comme médecin de campagne à Roßhaupten en Bavière.

## Biographie

### Carrière
Hans Münch étudia la médecine à l'université de Tübingen et à l'université de Munich.
En 1934, il s'engagea dans la section politique des étudiants de l'université en rejoignant l'Union des étudiants nationaux-socialistes allemands. En mai 1937, il rejoignit le NSDAP puis obtint son doctorat et épousa une femme médecin en 1939.
Au début de la Seconde Guerre mondiale, il fut affecté comme médecin remplaçant dans l'armée.

#### Auschwitz
En juin 1943, Hans Münch fut recruté comme chercheur par la Waffen-SS et fut envoyé à l'Institut d'Hygiène de la Waffen-SS à Raisko, à environ 4 km du principal camp d'Auschwitz. Il travailla aux côtés du médecin SS Josef Mengele. Dans le cadre de ses expérimentations, il a notamment procédé à des injections à des déportés juifs souffrant de paludisme.
À l'été 1944, il est promu SS-Untersturmführer (sous-lieutenant).
Après l'évacuation d'Auschwitz en 1945, Münch travaillera trois mois au camp de concentration de Dachau, près de Munich.

### Procès en Pologne
Fin 1945, Hans Münch fut arrêté dans un camp d'internement américain quand il fut identifié comme médecin SS. Il fut transféré en Pologne en 1946 pour y être jugé lors du procès d'Auschwitz.
Cependant, certains rescapés témoignèrent en sa faveur. De plus, il coopéra avec les autorités en rédigeant un rapport sur l'alimentation des déportés et leur espérance de vie et réussit à être acquitté le 22 décembre 1947. Le Tribunal national suprême l'acquitta principalement pour son refus de participer aux sélections et par manque de preuves. Sur les 40 personnes jugées à Cracovie, seul Münch fut acquitté. Il fut surnommé « le Bon Homme d'Auschwitz ».

### Après-guerre
En 1964, Hans Münch témoigna au procès de Francfort et dans de nombreux autres procès, notamment appelé pour son avis d'expert et son vécu.
En Allemagne de l'Ouest, il prit part aux nombreuses cérémonies de commémoration. En 1995, pour le 50e anniversaire de la libération d'Auschwitz, il prit part à l'hommage rendu aux victimes du nazisme. Münch fut invité par Eva Mozes Kor, une survivante des expériences sur les jumeaux de Josef Mengele. Münch et Kor firent des déclarations publiques sur la barbarie des expériences médicales nazies, en déclarant qu'une telle chose ne devrait jamais se reproduire.
Münch commenta également la négation de l'Holocauste. Dans une interview faite par le cinéaste allemand Bernhard de Francfort, celui-ci l'interrogea sur les négationnistes qui prétendent qu'Auschwitz était un canular, à qui Münch répondit, d'un air las :
« Lorsque quelqu'un dit qu'Auschwitz est un mensonge ou un canular, j'hésite à répondre. Les faits sont prouvés, on ne peut avoir le moindre doute sur ce qui s'est passé. J'arrête de parler et j'ignore ce genre de personne car c'est inutile, ils sont fermés d'esprit, on sait tous que ceux qui se cramponnent à dire de telles choses, ce sont des personnes malveillantes qui ont un intérêt personnel à vouloir enterrer les choses dans le silence alors qu'une telle chose ne peut être enfouie dans le silence. »
À la fin de sa vie, Münch vécut dans la région de l'Allgäu, à proximité du château de Neuschwanstein. Il décéda en 2001, à 90 ans.

### Controverses

#### En Allemagne
En 1998, Hans Münch fit plusieurs déclarations controversées qui engendrèrent des poursuites contre lui et mirent à mal le mythe du « bon docteur Münch ». Le journaliste Bruno Schirra publia dans Der Spiegel une interview de Münch, réalisée un an plus tôt. Schirra et Münch avaient regardé le film La Liste de Schindler, et Schirra avait réalisé directement après le visionnage une interview où Münch critiquait violemment le film.
Quelques jours plus tard, Dirk Münch, le fils de Hans Münch, exprima publiquement son incompréhension à l'égard de cette interview. Il expliqua que son père avait été victime d'un « manque de concentration » et que son état se dégradait. Il critiqua le fait que l'interview fût réalisée directement après la projection du film malgré l'âge avancé de son père et la longueur du film. Münch, sous le coup de la fatigue, aurait tenu des propos incohérents. Dirk Münch a déclaré qu'après le film, son père aurait même confondu ses animaux de compagnie. Un cinéaste allemand qui réalisa un documentaire sur Münch déclara également que ce dernier n'était pas sain d'esprit. Il fut plus tard diagnostiqué de la maladie d'Alzheimer.
Le ministère de la Justice bavarois engagea des poursuites pénales au sujet de l'interview et du passé de Hans Münch. Les autorités consultèrent les fichiers de la police secrète de l'Allemagne de l'Est (RDA) et exigèrent les enregistrements des entretiens de Münch afin de déterminer sur quelles bases le procureur de la république pouvait poursuivre. La justice enquêta sur:
- sa participation aux sélections directement sur les rampes d'arrivées ;
- sa participation aux sélections dans le camp de concentration ;
- sa participation à des expériences médicales conduisant à la mort de prisonniers.

Les poursuites pénales furent abandonnées en janvier 2000, en raison de sa maladie. Le docteur Münch mourut un an plus tard.

#### Poursuites et condamnation en France
Dans une interview passée sur les ondes de France Inter dans l'émission Là-bas si j'y suis en septembre 1998, le médecin nazi étale avec impudence et mépris[non neutre] ses opinions nazies. Il y déclare que les Roms étaient « pathétiques » et que les chambres à gaz étaient la seule solution pour eux. La justice française, saisie en 1999, le condamne en 2001 pour « provocation à la haine raciale et apologie de crime contre l'humanité ».[réf. nécessaire]

### Film documentaire (1999)
Hans Münch apparaît dans un documentaire intitulé Die letzten Tage, sorti en 1999 aux États-Unis et en mars 2000 en Allemagne. En tant que témoin contemporain, il y rencontre une survivante du camp, Renée Firestone, dont la sœur était morte à Auschwitz au cours d'expériences médicales.